# Las Bateas, Sinaloa
Las Bateas är en ort i Mexiko.   Den ligger i kommunen Culiacán och delstaten Sinaloa, i den västra delen av landet, 1 000 km nordväst om huvudstaden Mexico City. Las Bateas ligger 35 meter över havet och antalet invånare är 360.
Terrängen runt Las Bateas är huvudsakligen platt, men åt nordost är den kuperad. Runt Las Bateas är det ganska tätbefolkat, med 155 invånare per kvadratkilometer. Närmaste större samhälle är Culiacán, 13,0 km norr om Las Bateas. Trakten runt Las Bateas består till största delen av jordbruksmark.